# Tomorrow's World
Tomorrow's World is een Britse televisieserie over hedendaagse ontwikkelingen in wetenschap en technologie. De serie werd voor het eerst uitgezonden op 7 juli 1965 op BBC1 en liep 38 jaar lang, tot de serie begin 2003 werd stopgezet. De titel Tomorrow's World werd in 2017 nieuw leven ingeblazen als overkoepelend merk voor de wetenschapsprogramma's van de BBC.